# Mario Francesco Pompedda
Mario Francesco Pompedda, né le 18 avril 1929 à Ozieri, dans la province de Sassari en Sardaigne (Italie) et mort le 18 octobre 2006, est un cardinal italien de la Curie romaine, préfet émérite du Tribunal suprême de la Signature apostolique.

## Biographie
Mario Francesco Pompedda est ordonné prêtre le 23 décembre 1951. Il est titulaire d'un doctorat en théologie obtenu à l'Université pontificale grégorienne, d'une licence en Écriture Sainte obtenue à l'Institut pontifical biblique et d'un doctorat in utroque jure obtenu à l'Université pontificale du Latran.
Il travaille au Tribunal de la Rote romaine dès 1955, occupant diverses fonctions, dont celle de défenseur du lien et de doyen des juges à partir de 1993. Il a également présidé la cour d'appel de l'État de la Cité du Vatican.
Nommé archevêque le 29 novembre 1997, il est consacré par le pape Jean-Paul II en personne le 6 janvier 1998.
Le 16 novembre 1999, il est nommé préfet du Tribunal suprême de la Signature apostolique et président de la cour de cassation de l'État de la Cité du Vatican.
Il est créé cardinal par Jean-Paul II lors du consistoire du 21 février 2001 avec le titre de cardinal-diacre de l'Annunciazione della Beata Vergine Maria a Via Ardeatina.
Il se retire de ses fonctions le 27 mai 2004 et meurt le 18 octobre 2006.